# アビゲイル・メイシャム

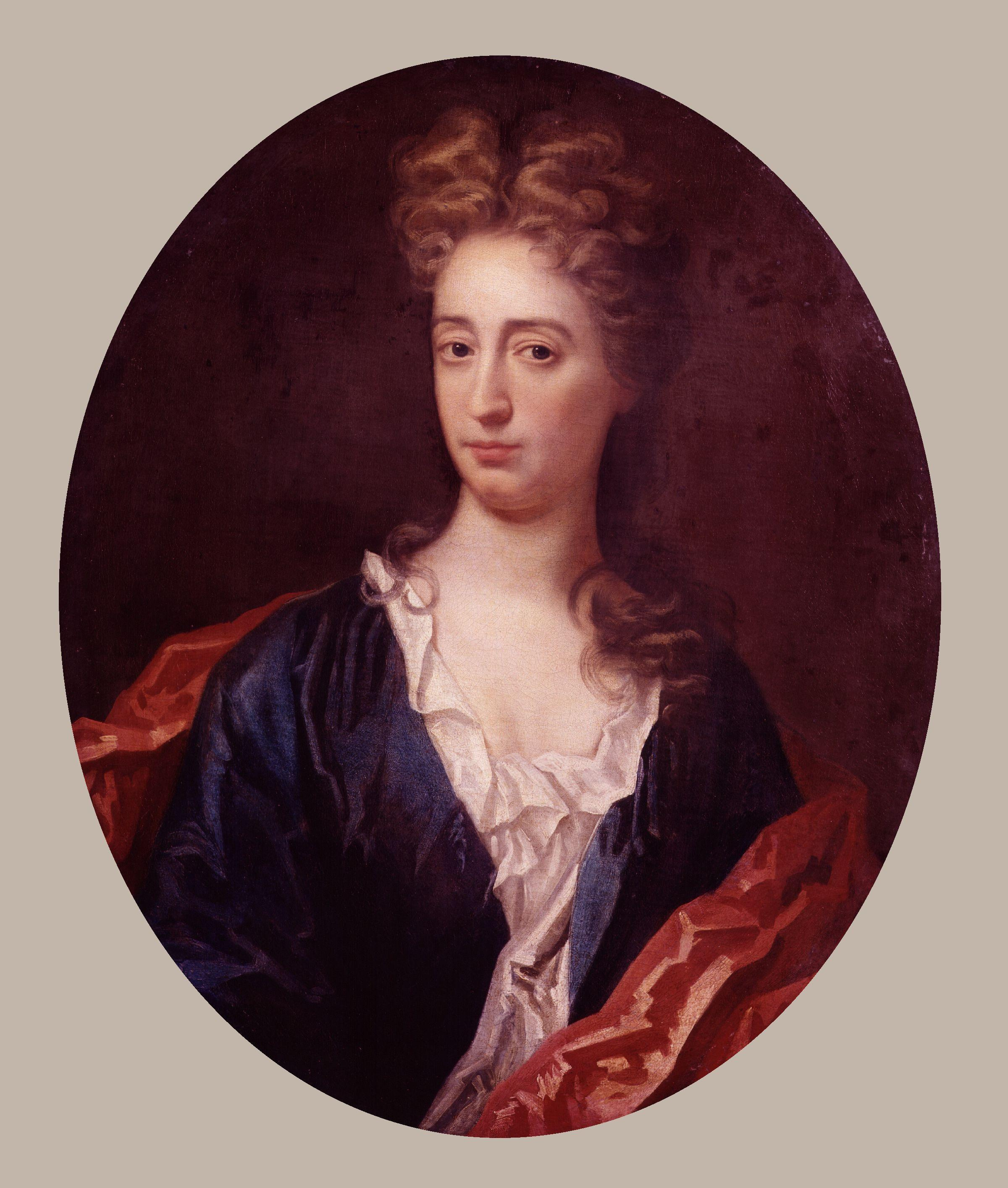
アビゲイル・メイシャムとされる肖像

アビゲイル・メイシャム（Abigail Masham, 1670年 - 1734年12月6日）は、近世イギリスの女性。ステュアート朝最後の女王アンに仕えた女官サラ・ジェニングスの従妹で、サラに代わりアンの側近となった。

## 生涯
旧姓はアビゲイル・ヒル（Abigail Hill）で、父はロンドン商人フランシス・ヒル、母エリザベスはサラの叔母に当たる。生家が窮乏していたためサー・ジョン・リヴァースの奉公に出されていたが、サラに引き取られ家族と共に育てられ、1702年にアンが即位してからはサラの斡旋で寝室係女官として宮廷に入った。1704年頃からサラが宮廷を休みがちになり、アンとサラの関係が冷え込むようになると、おとなしい性格でアンの世話役を忠実に務めたことからアンに重用されるようになっていった。また、スペイン継承戦争で大陸遠征に出向くサラの夫マールバラ公ジョン・チャーチルをイギリスで支える大蔵卿シドニー・ゴドルフィンとサラはホイッグ党と組んでいたが、アンはトーリー党をひいきしていて、アビゲイルがアンの側近になるとトーリー党の指導者ロバート・ハーレーがアビゲイルに目をつけ、彼女を通してアンと通じるようになった。
1707年にアンの夫カンバーランド公ジョージの侍従サミュエル・マサムと結婚した時、アンからは持参金を提供される一方、サラは招待されなかったばかりかしばらく事実を知らされなかったため、サラとアビゲイルの立場が徐々に変わり始めていった。1708年にハーレーが下野した後もハーレーとの連絡を確保、サラとアンの関係は悪化するばかりでハーレーの工作も進み、1710年にアビゲイルの弟ジョン・ヒルが軍人に取り立てられると共にゴドルフィン政権が切り崩され、サラが宮廷から追放されゴドルフィンも更迭、トーリー党政権が成立した。
翌1711年にサラに代わり王室歳費管理官に任命され、エリザベス・シーモアと共にアンのお気に入りに取り立てられたが、ハーレーが大蔵卿に就任して政権に立つとヘンリー・シンジョンがハーレーに対抗するようになり、シンジョンがケベック遠征を実行、陸軍司令官に弟ジョンが指名されてからはシンジョン支持に切り替えハーレーから遠ざかり始めた。1712年に夫サミュエルがハーレーの肝煎りで男爵に叙せられてもシンジョン寄りの姿勢を変えず、1714年にハーレーが大蔵卿を罷免、同年にアンが死去すると辞任して宮廷から離れて生活、1734年に亡くなった。
アンの死後ハーレーとシンジョンの立場は悪化、遠縁のハノーファー選帝侯ゲオルク・ルートヴィヒがイギリス王ジョージ1世に即位、ジョージ1世の支持を背景に逆襲したホイッグ党の政略に敗れ政界から追放された。また、トーリー党の弾劾で大陸へ亡命していたマールバラ公夫妻もイギリスへ帰国、サラは宮廷への復帰は出来なかったがハノーヴァー朝の下で王家と親密になっていった。夫は1758年まで生きて爵位は息子サミュエルが継承したが、1776年の彼の死により爵位は消滅した。